# أتاناس كراستيف
أتاناس كراستيف (بالبلغارية: Атанас Кръстев)‏ (مواليد 1 فبراير 1993) هو لاعب كرة قدم بلغاري، يلعب في مركز الدفاع، لعب مع نادي بوتيف جابولوف وFC Haskovo ‏.

## وصلات خارجية
- أتاناس كراستيف على موقع قاعدة بيانات كرة القدم.إي يو (الإنجليزية)
- أتاناس كراستيف على موقع Soccerway.com (الإنجليزية)